# باركلي شو
باركلي شو (بالإنجليزية: Barclay Shaw)‏ هو فنان أمريكي، ولد في 12 أكتوبر 1949 في برونكسفيل في الولايات المتحدة.